# Funchal
Funchal er den største by og hovedstad i den portugisiske region Madeira, en øgruppe i Atlanterhavet, beliggende nordvest for de Kanariske Øer. Byen havde i 2011 111.892 indbyggere, og er derfor den 6. største by i Portugal.
På grund af byens kulturelle og historiske værdi, er det en af Portugals største turistattraktioner. Turisme er derfor også den vigtigste indtægtskilde for øen. og præges af turisme som er byens vigtigste indtægtskilde. Byen har den største trafik af krydstogtskibe i Portugal.
Navnet "Funchal" blev brugt af de første bosættere, da de opdagede rige mængder vild fennikel i junglen. Navnet kommet fra det portugisiske ord "funcho" (fennikel) og med suffixen "-al".

## Historie
Funchals historie som bosættelse og koloni startede i 1424, da den portugisiske opdagelsesrejsende João Gonçalves Zarco flyttede til øen med sine familiemedlemmer. Herved blev det historiske center for Funcahl grundlagt. På baggrunden af byens placering på øen, og øens placering mellem Europa og Den Nye Verden, blev Funchal en vigtig havn for opdagelsesrejsende og handelsskibe. Området blev også kendt for sin frugtbare jord, som tiltrak endnu flere nybyggere. Det var også i denne periode, at bykernen blev udviklet og lagt fast.
Funchal spillede en større administrativ rolle på øen Madeira og i Portugal, blev øen opløftet status af vila og områdets hovedstad. Dette blev cementeret mellem 1452-54, da øens første fyrtårn blev bygget. Byen blev herefter et vigtigt knudepunkt for handel og søfart for europæere. Blandt de første bosættere tælles Christopher Columbus, men senere oprettede en række velhavende handelsfamilier baser på øen.
I sidste halvdel af det 15. århundrede udvides sukkerproduktionen på øens sydside sig kraftigt, fra Machico til Fajã da Ovelha, og gør derved Funchal til områdets vigtigste center for sukkerproduktion. Ved slutningen af århundredet gjorde kong Emanuel 1. af Portugal sig populær ved at opføre to store, administrative bygninger (færdig i 1491), opførte en kirke (begyndte i 1493, blev ophøjet til katedral i 1514). Emanuel 1. opførte også et hospital og en toldbygning. Da udvidelsen af kirken til Sé-katedralen stod færdig i 1514 opløftede kongen byens status til den af by, med de dertilhørende privilegier. Bispesædet for Madeira-øerne blev placeret i byen.
Øen (og Funcha især) var sårbare overfor kaper- og piratangreb. I 1566 sejlede 1200 mand under Bertrand de Montlucs kommando mod Madeira-øerne og plyndrede Porto Santo. Da nyheden nåede Madeira og landsbyerne Machico og Santa Cruz bevæbnede indbyggerne sig, men desværre var angrebet for stærkt. Funchal blev udsat for en voldsom plyndring, der varede i femten dage. Militærarkitekten Mateus Fernandes 3. blev sent til Funcahl i 1567 for fuldstændig at transformere forsvarssystemet for byen. Igennem det 16. århundrede blev Funchal et vigtigt stop for karaveller mellem Den Nye Verden og de syd- sydøstasiatiske øriger.
Vinkulturen på øen kan tilegnes Henrik Søfarens tilskyndelser. I 1455 besøgte den venetianske navigatør  Luís de Cadamosto Madeira, hvor han roste vinene på Madeira - specielt de malvasiske druesorter fra Kreta blev fremhævet. Vin blev hurtigt en af Funchal og Madeiras vigtigste eksportvarer. William Shakespeare har også i flere af sine skuespil omtalt Madeira-vine. Man kan spore en vækst i vinkulturen, efter at sukkereksporten fra Madeira i stigende grad blev udkonkurreret af billig sukker fra Den Nye Verden og Afrika, men også forskellige epidemier og eftervirkningerne af plyndringerne i 1566 spillede ind.
Handelsaftaler med England i det 17. århundrede medførte stigende investeringer i Funchal og Madeiras vinproduktion, der stadig var afsondret fra resten af økonomien. Flere engelske vinbønder flyttede til øen, og dette skabte en større mangfoldighed i handelslivet og økonomien, men satte også sit præg på de arkitektoniske udtryk og livstilen i samfundet. Denne trinvise udvikling udvidede byen med nye ejendomme og bebyggelser, og en ny klasse af købmænd flyttede til bykernen i Funchal. Især sprang mange tre-etagershuse frem i Funchal med yderligere plads til tjenestefolk, en etage til opbevaring og vinkælder. Visse nye huse havde endda et tårn, der kunne overvåge ind- og udsejling af havnen. Forskellige guvernører og menigheder i byen og øen indgik også i vinproduktionen på øen - nonnerne fra Santa Clara-klostret, som ejede nogle af de største landområder på øen, indgik også i vinproduktionen. Eksporten af vin gik så godt, at klostret kunne finansiere sine egne skibe, der skule sejle fra Funchal til Brasilien (efter sukker til deres slik-firma). I det 19. århundrede raserede epidemier, som forværrede økonomien på øen. Mange vinbønder forsøgte sig med at plante modstandsdygtige vindruesorter, men af dårligere kvalitet, for at følge med efterspørgesen.
Under 1. Verdenskrig blev Funchal bombet af tyske ubåde to gange.
Flere kendte mennesker har benyttet øen som et tilflugtsmål for at styrke sit helbred og nyde øens naturlige skønhed. Winston Churchill besøgte øen flere gange, og her kendt for at have malet flere motiver fra øen. Derfor blev Funchal også en yndet turistby, og med etableringen af Santa Catarina-lufthaven steg turistindustrien.

## Geografi og klima
Funchal er beliggende i en naturlig amfiteater-formet dal, hvor bjergskråningen starter ved havet og stiger op til 1200 meter. Ud over Funchals urbaniserede område, inkluderer kommunen også øgruppen og naturområdet Ilhas Selvagens (engelsk: Savage Islands), beliggende 160 km syd for hovedstaden.
Selve kommunen er opdelt i fire mindre, administrative enheder  som omfatter Funchal, Câmara de Lobos, Caniço og Santa Cruz, alle beliggende ved Madeiras sydkyst. Kommunen (portugisisk: concelho) og byen (portugisisk: cidade) er en administrativ division, som er administreret af en udøvende og og lovgivende komité baseret på byens Rådhus. lokalsamfund er administreret igennem distriktsråd, med deres eget administrative system. Der er ti distrikter (portugisisk: freguesias) i Funchal, baseret på de gamle sogne (portugisisk: paróquias):
- Imaculado Coração de Maria
- Monte
- Santa Luzia
- Santa Maria Maior
- Santo António
- São Gonçalo
- São Martinho
- São Pedro
- São Roque
- Sé

### Transport
Madeira Lufthavn, også kendt som Funchal Lufthav (IATA-kode: FNC), er beliggende øst for byen, i forstaden Santa Cruz. Lufthavnen var en af verdens farligste lufthavne, på grund af begrænset, fladt areal tæt ved klipper gjorde det svært for fly at lande. Landingsbanen er dog blevet udvidet med betonpiller ud i havet for at forlænge landingsbanen, og sikkerheden er nu væsentligt forbedret.
Funchal Havn var den eneste vigtige havn på i Madeira. Siden 2007 er havn fuldt dedikeret til passagertransport - krydstogtskibe, færger og andre turist-relaterede både og yachter. Samme år blev fiskeri- og rederivirksomhed flyttet til den nyudviklede havn i Caniçal, 19 km øst for Funchal. En færge mellem Funchal og Portimão (på fastlandet) sejlede tidligere ugentligt, men linjen blev stoppet i 2013 på grund af uenigheder over overfartspriser. En færge, kaldet Lobo Marinho, sejler hver 2. time til øen Porto Santo. Funchal er ofte brugt som pitstop for transatlantiske skibe en route fra Europa til Caribien.
En motorvej forbinder Funchal med Câmara de Lobos og Ribeira Brava på vestøen og Santa Cruz, Machico og Caniçal på østøen.

### Klima
Funchal har et subtropisk middelhavsklima med jævne temperaturer hele året rundt. Klimaet kan separeres i to sæsoner: en regnfuld og en anelse køligere sæson fra oktober til marts med gennemsnitlige dagtemperaturer fra mellem 20 °C til 25 °C; og en mere tør og varm sæson fra april til september med gennemsnitlige dagtemperaturer mellem 21 °C og 26 °C. Luftfugtigheden er konstant på ca. 70%. Havtemperaturerne omkring Funchal spænder fra lave 18 °C i februar-marts til 24-26 °C i august-oktober.
Da byen stiger fra havets overflade op til 800 meter, er det normalt at opleve overskyethed, tåge og regn i de nordlige forstæder til byen. Tættere ved havet er himlen mere klar. Temperaturerne er en anelse lavere i højderne. Længden og styrken af regnsæsonen varierer meget fra år til år. I de tidligere sommermåneder (især juni) er berygtede for et fænomen, hvor et vedholdende skydække dækker hele Funchal-bugten.

## Turisme og kultur
Funchal er en stor turistby med hoteller, havn og en international lufthavn.
Udover byen Funchal inkluderer turistattraktioner: Ribeira Brava, Curral das Freiras, Porto Moniz, Santana, Laurisilva-skoven (på UNESCO's Verdensarvsliste) i midt af øen og strandene på Porto Santo-øen. Der er også en gondolbane (Funchal Cable Car), der transporterer personer fra den nedre del af byen til forstaden Monte, og en anden bane der løber mellem Monte og Madeira Botaniske Have.
Funchal har en række museer på øen, herunder: Sacred Art Museum of Funchal, Museum CR7 og Madeira Vinmuseum. Funchal huser også flere naturhistoriske museer.
Funchal har tre fodboldhold: Marítimo, Nacional og União. Disse tre spiller i Madeira-derbyet, som startede i 1981.
Siden 2011 har kunstprojektet "ArT of opEN doors prooject in Rua de Santa Maria" blevet implementeret. Projektets målsætningen er at åbne byen for kunstneriske og kulturelle begivenheder. Projektet er båret frem af kunstnere, der var koordineret og udvalg af byrådet til at forskønne området i den ældste bydel - især Rua de Santa Maria. Dørene på huse, tomme butikslokaler og forladte områder fik nyt, kunstnerisk liv for at drage mennesker til disse områder og fylde pladsen med kunst og kultur.

### Religion
Stiftet for den katolske biskop i Funchal inkluderer hele den autonome region Madeira, og hører under ærkebiskoppen i Lissabon. Hovedkirken for bispedømmet i Funchal og Madeira er Sé-katedralen, som ligger i distriktet Sé, og er dedikeret til Jomfru Marias opfarelse til himmels. Anglikanske gudstjenester har været afholdt i Treenigshedskirken i Funchal (Rua du Quebra Costas) siden 1822. Den første protestantiske gudstjeneste er blevet registreret i 1774. Treenighedskirken varetager den britiske kirkegård i Funchal.
Synagogen i Funchal blev bygget i 1836, men er ikke længere i brug, hvilket også gør sig gældende for den jødiske kirkegård i Funchal.

## Venskabsbyer
| By                | Stat/Region         | land           |
| ----------------- | ------------------- | -------------- |
| Gibraltar         | Gibraltar           | Storbritannien |
| Livingstone       | Southern Province   | Zambia         |
| Praia             | Praia               | Kap Verde      |
| Honolulu          | Hawaii              | USA            |
| Maui              | Hawaii              | USA            |
| Angra do Heroísmo | Azorerne            | Portugal       |
| Ílhavo            | Aveiro              | Portugal       |
| Oakland           | Californien         | USA            |
| New Bedford       | Massachusetts       | USA            |
| Herzliya          | Tel Aviv District   | Israel         |
| Saint Helier      | Jersey              | Storbritannien |
| Leichlingen       | Nordrhein-Westfalen | Tyskland       |
| Cape Town         | Vest-Kapprovinsen   | Sydafrika      |
| Santos            | São Paulo           | Brasilien      |
| São Paulo         | São Paulo           | Brasilien      |
| Marrickville      | New South Wales     | Australien     |
| Fremantle         | Western Australia   | Australien     |

## Ekstern henvisning
- Wikimedia Commons har flere filer relateret til Funchal
- Seværdigheder i Funchal, Madeira Arkiveret 12. juni 2008 hos  Wayback Machine

 Der er for få eller ingen kildehenvisninger i denne artikel, hvilket er et problem. Du kan hjælpe ved at angive troværdige kilder til de påstande, som fremføres i artiklen.

32°39′N 16°55′V / 32.65°N 16.92°V